# دانشکده پزشکی زنجان
دانشکده پزشکی دانشگاه علوم پزشکی زنجان یکی از دانشکده‌های پزشکی ایران وابسته به دانشگاه علوم پزشکی زنجان در زنجان است. این دانشکده در سال ۱۳۶۶ بنیانگذاری شد و دارای ۵ بیمارستان آموزشی است.

## تاریخچه
دانشکده پزشکی زنجان در سال ۱۳۶۶ بنیانگذاری شد. هم‌اکنون ریاست این دانشکده را دکتر ایوب پزشکی به عهده دارند